# Mpho Links
Mpho Links, né le 20 juin 1996, est un athlète sud-africain, spécialiste du saut en hauteur.
Il est vainqueur aux Jeux africains de 2019.

## Biographie
En 2018 il termine troisième des championnats d'Afrique d'Asaba.
L'année suivante il réalise 2,25 m en remportant les championnats d'Afrique du Sud à Germiston, et remporte la médaille d'or aux Jeux africains de Rabat en devançant le Kényan Mathew Sawe et son compatriote Breyton Poole.

### Palmarès
| Date | Compétition            | Lieu         | Résultat | Marque |
| ---- | ---------------------- | ------------ | -------- | ------ |
| 2018 | Championnats d'Afrique | Asaba        | 3e       | 2,15 m |
| 2019 | Jeux africains         | Rabat        | 1er      | 2,20 m |
| 2022 | Championnats d'Afrique | Saint-Pierre | 3e       | 2,15 m |
| 2024 | Jeux africains         | Accra        | 3e       | 2,21 m |

#### National
5 titres : 2014, 2015, 2019, 2021, 2022

### Records
| Épreuve         | Marque | Lieu          | Date         |
| --------------- | ------ | ------------- | ------------ |
| Saut en hauteur | 2,27 m | Potchefstroom | 9 avril 2021 |